# Guillaume de Menthière
Guillaume Sarrauste de Menthière, né le 28 septembre 1963 à Poitiers est un prêtre catholique français. Curé de paroisse et chargé de cours à l'École cathédrale de Paris, il est l'auteur d'ouvrages relatifs au catholicisme.

## Biographie
Né à Poitiers dans une famille d'ancienne bourgeoisie originaire d'Auvergne, Guillaume de Menthière fait ses études au lycée Janson-de-Sailly. Il entre au séminaire à dix-neuf ans et étudie la philosophie à l'Université catholique de Louvain, en Belgique, puis durant quatre ans, au séminaire du diocèse parisien à Issy-les-Moulineaux.
Il est ordonné prêtre en 1991, puis devient vicaire dans les paroisses parisiennes de Saint-François-de-Sales, Saint-Étienne-du-Mont et Notre-Dame-de-Lorette.
Il est successivement responsable des aumôneries des lycées parisiens Carnot, lycée Henri-IV, lycée Saint-Louis et Jacques Decour.
En 2004, il est nommé curé de l'église Saint-Jean-Baptiste-de-La-Salle, puis en 2014 il devient curé de l'église Notre-Dame-de-l'Assomption-de-Passy. Il est délégué de l'archevêque de Paris à la vie religieuse, membre du collège des consulteurs du diocèse et chanoine de la cathédrale Notre-Dame de Paris.
Guillaume de Menthière enseigne la théologie à l'École cathédrale de Paris et au Collège des Bernardins. Il fait partie des créateurs du concours général de théologie,. Depuis 2003 il est le conseiller théologique de l'Association des œuvres mariales. En 2017, il anime le MOOC du Collège des Bernardins sur Jésus, L'incomparable.
En 2019, 2020 et 2021, Guillaume de Menthière prêche les Conférences de Carême de Notre-Dame de Paris. En 2019, son cycle de conférence, retransmis en ligne et sur France Culture, s’intitule « Allons-nous quelque part ? ». À la suite de l'incendie de la cathédrale Notre-Dame de Paris, les Conférences de Carême  sont données à l’église Saint Germain-l'Auxerrois, en 2020 sur le thème « L'Église, vraiment sainte ? », et en 2021 sur le thème « L’homme, irrémédiable ? Rends-nous la joie de ton Salut ».
La méditation "nuit de feu" qu'il a rédigée la nuit de l'incendie de la cathédrale Notre-Dame de Paris le 15 avril 2019 a fait le tour des réseaux sociaux et des médias nationaux et internationaux.

## Œuvres
- Jubilez de joie !  (préf. André Vingt-Trois), CERP, 1997, 127 p. (ISBN 9782910812201)
- La confirmation, Parole et Silence, 1998, 149 p. (ISBN 9782910812232)
- Marie, Mère du salut : Marie, Corédemptrice ? Essai de fondement théologique, Paris, éditions Pierre Téqui, 158 p. (ISBN 978-2-7403-0657-4) 1999
- Le Sacrement de Réconciliation : Guide du pénitent, Paris, éditions Pierre Téqui, 256 p. (ISBN 978-2-7403-0875-2) 2001
- Guide pratique du pénitent : pour célébrer le Sacrement de Réconciliation, Paris, éditions Pierre Téqui, 120 p. (ISBN 978-2-7403-1024-3) 2003
- Je vous salue Marie  (préf. Mgr Brincard), Mame, 2003, 254 p. (ISBN 9782914580205)
- Marie au cœur de l’œuvre de Jean-Paul II, Mame, 2005, 103 p. (ISBN 9782728911646)
- L'Eucharistie à l'école de Marie, Mame, 2005, 170 p. (ISBN 9782728911622)
- Les vocations sacerdotales, avec Tony Anatrella et Augustin Roméro, Le Laurier, 93 p.  (ISBN 9782864953111)  2009
- Quelle espérance d'être sauvé ? Salvator 207 p.  (ISBN 9782706706875)[9],[10] 2009
- Dix raisons de croire, Salvator, 233 p.  (ISBN 9782706707520)[11] 2010
- Se confesser, 80 p. 2012
- Marie de Nazareth, Récit, 231 p., Mame, préface de Mgr Marcuzzo  (ISBN 978-2-7289-1983-3) 2014
- Le petit catéchisme de ma communion, Mame  (ISBN 978-2-7289-2013-6) 2015
- La nécessaire conversion, jamais trop tôt, jamais trop tard, Éditions des Béatitudes, 128 p.  (ISBN 9791030600162)[12]. 2016
- Redécouvrir le Notre Père, commentaire de la nouvelle traduction, Salvator, 231 p.  (ISBN 978-2-7067-1615-7) 2017
- « Allons-nous quelque part ? », Conférences de Carême de Notre-Dame de Paris 2019, Préface de Mgr Michel Aupetit, Parole et Silence, 188 p.  (ISBN 978-2-88959-043-8) 2019
- « L'Église, vraiment sainte ? », Conférences de Carême de Notre-Dame de Paris  2020, Préface de Mgr Michel Aupetit, Parole et Silence, 250 p.  (ISBN 2889591859) 2020
- « L'Homme, irrémédiable ? », Conférences de Carême de Notre-Dame de Paris 2021, Préface de Mgr Michel Aupetit, Parole et Silence, 302 p.  (ISBN 978-2-88959-301-9) 2021
- Le penchant de la Grâce : Laisser Dieu agir en nos vies, Artège Éditions, 2023, 248 p.  (ISBN 979-1-03361-437-1)
- Ce pain qui donne vie, Salvator, 2024, 145 p.  (ISBN 978-2-7067-2627-9)